# Pré-Alpes de Bregenz
Os Pré-Alpes de Bregenz - Bregenzerwaldgebirge em alemão - é um maciço montanhoso que faz parte dos Alpes Orientais-Norte na sua secção dos Pré-Alpes Bávaros e se encontra nas regiões de Vorarlberg na Áustria.
O nome em alemão deste maciço provém de nome da região, Bregenzerwald. O ponto mais alto é o  Glatthorn com 2134 m.

## SOIUSA
A Subdivisão Orográfica Internacional Unificada do Sistema Alpino (SOIUSA), dividiu os Alpes em duas grandes partes: Alpes Ocidentais e Alpes Orientais, separados pela linha formada pelo  Rio Reno - Passo de Spluga - Lago de Como - Lago de Lecco.
O conjunto de Pré-Alpes de Bregenz, Alpes de Algovia, Alpes de Ammergau, Alpes de Wallgau, Alpes de Mangfall, e os Alpes de Chiemgau formam os Pré-Alpes Bávaros

### Classificação  SOIUSA
Segundo a SOIUSA este acidente geográfico é uma Sub-secção alpina  com as seguintes características:
- Parte = Alpes Orientais
- Grande sector alpino = Alpes Orientais-Norte
- Secção alpina = Pré-Alpes Bávaros
- Sub-secção alpina =  Pré-Alpes de Bregenz
- Código = II/B-22.I

## Imagens

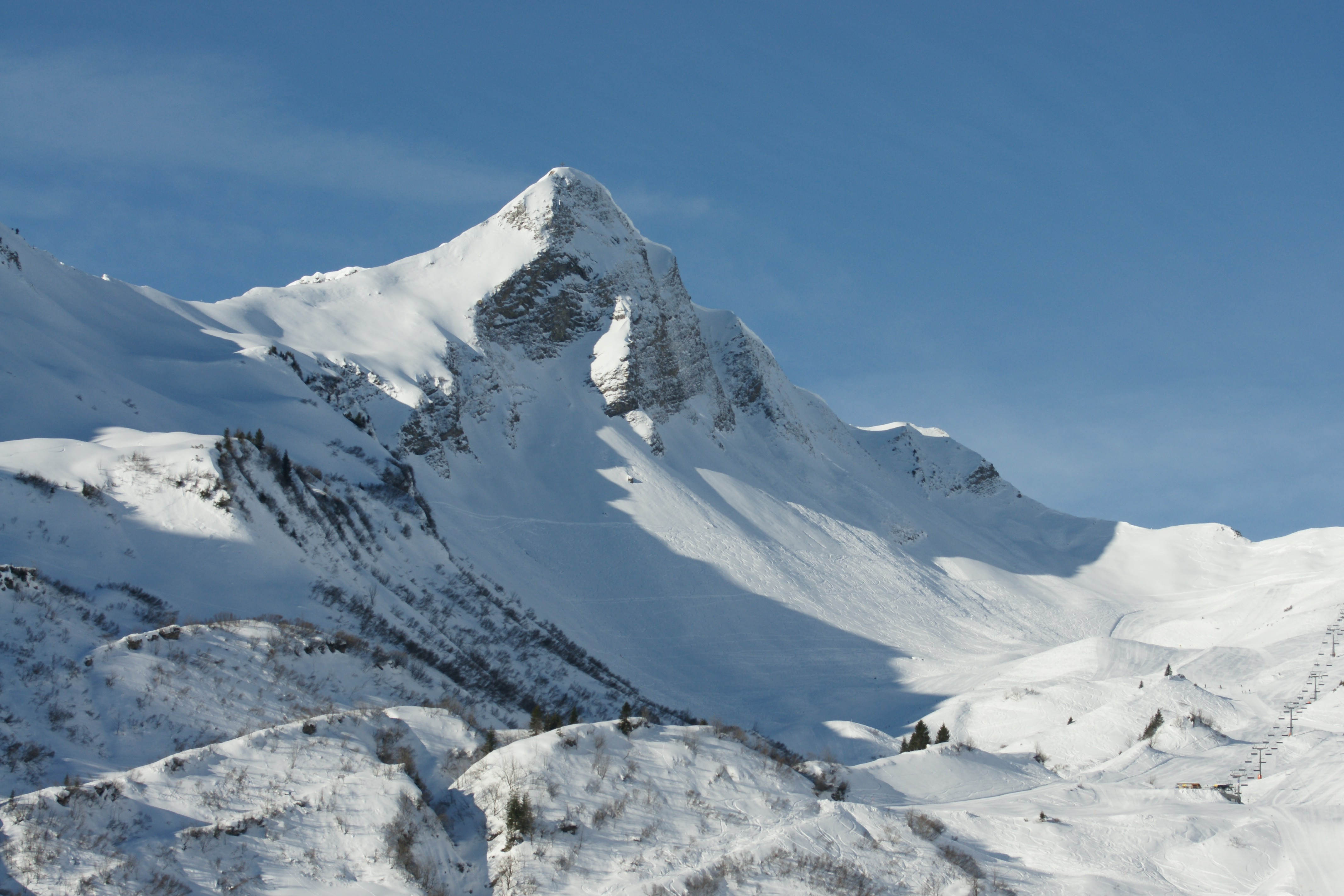
O Glatthorn